# Boma

boma nella barca a vela: schema di dettaglio

Il boma (1. nello schema a lato), nel linguaggio nautico, è una parte dell'attrezzatura velica, costituita da una trave in alluminio, legno o fibra di carbonio che sostiene la base della randa. Esso è fissato all'albero tramite uno snodo detto trozza (3.) che consente al boma di modificare il suo orientamento rispetto all'albero; l'estremità opposta e libera del boma è detta invece varèa (6.).
Al boma possono essere collegati diversi circuiti di regolazione delle vele:
- Il tesabase (o base) che viene fissato all'angolo di scotta della vela e regola la tensione della base della randa.
- La scotta (7.), che di norma collega un punto del boma ad un ancoraggio solido della coperta, regola l'apertura del boma e della vela fissata su di esso rispetto all'asse longitudinale della barca.
- Il vang (8.), un paranco regolabile che consente di regolare l'inclinazione verticale del boma, modificando la forma della vela.
- Le borose, una o più cime che consentono di ridurre la dimensione della vela, ovvero terzarolare.

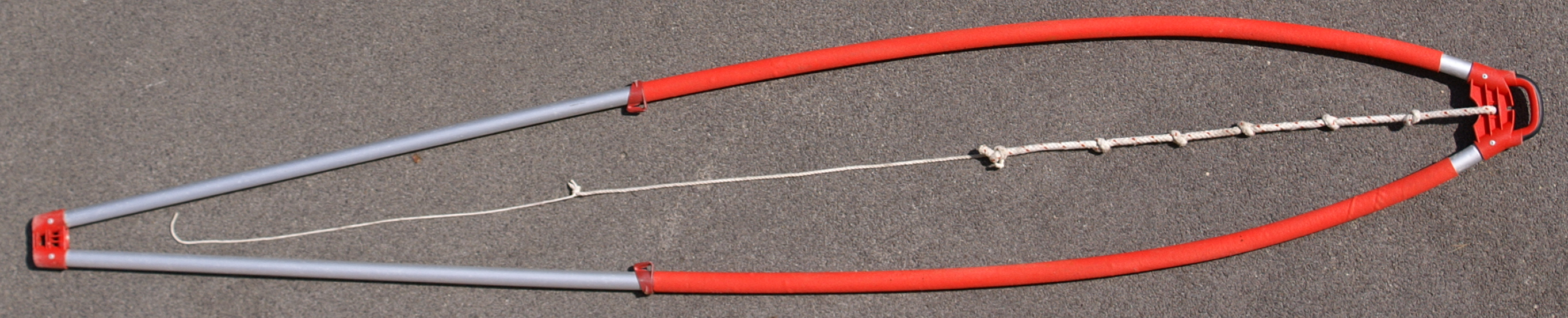
boma del windsurf

Nel windsurf il boma è un tubo di diametro variabile in alluminio e/o carbonio che circonda la vela fissandosi all'albero e all'angolo di scotta della vela anche detto bugna. Con un paranco detto tesabase o caricabasso è possibile regolare la tensione della vela modificando la sua forma. 
Nel kitesurfing il boma è, più semplicemente, una barra di alluminio e/o carbonio con un foro al centro. Attraverso questo foro passano uno o due cavi che, da un lato sono fissati al pilota, dall'altro vanno a collegarsi alla parte anteriore dell'aquilone, dagli estremi della barra partono altri due cavi che vanno a collegarsi alla parte posteriore dell'aquilone.
Tramite la connessione di questi cavi tra il boma e l'aquilone il pilota riesce a gestire sia l'incidenza dell'aquilone (e quindi la sua potenza) sia il suo movimento.

## Etimologia
Il termine deriva dal francese bôme, a sua volta derivante dall'olandese boom, "asta".

## Rischi per la sicurezza
Uno studio negli Stati Uniti ha riconosciuto l'uso improprio del boma come seconda causa principale delle morti in mare. Questo può infatti ferire direttamente gli operatori, può scaraventarli in mare se essi vengono colpiti, e le cime ad esso collegate rappresentano rischi di caduta, scivolamento, traumi cranici o ferite alle mani. Sulle imbarcazioni più grandi, alcuni marinai tendono a salire direttamente sopra al boma per ragioni che possono riguardare la manutenzione o l'installazione di coperture: in tal caso possono verificarsi pericolose cadute. Anche quando si è fermi, vi è comunque rischio per gli occupanti proprio per via del poco spazio. Secondo altri studi tra le cause più frequenti degli incidenti durante la navigazione, anche nelle competizioni sportive, vi è quella degli impatti diretti col boma.
Quando tali incidenti si verificano lontano dalla costa, le operazioni di salvataggio risultano costose e difficili. Nel 2010, la Guardia Costiera Statunitense e la Guardia Nazionale utilizzarono un Lockheed C-130 Hercules per recuperare un uomo a più di 1000 miglia dalla costa Messicana. Nel corso degli anni altri incidenti si sono verificati spesso nei laghi o presso le coste.
Gli incidenti riconducibili al boma possono inoltre mettere a rischio gli altri passeggeri dell'imbarcazione, qualora questi siano inesperti per quanto concerne la navigazione. Come misure di sicurezza, oltre all'attenzione alle condizioni meteorologiche, occorre prevenire indossando il giubbotto salvagente - che raddoppia le possibilità di sopravvivenza in mare - saper chiedere assistenza via radio e mediante gli appositi numeri di emergenza: in un incidente verificatosi nelle acque di Boston un marinaio fu scaraventato in mare da un impatto col boma, morendo in piena vista della terraferma e di altre imbarcazioni; l'altra persona rimasta a bordo non sapeva comunicare la propria posizione alla radio. È bene inoltre conoscere il funzionamento della ritenuta del boma.
Per eliminare parte dei rischi associati al boma, alcuni designer ne hanno modificato la posizione: ciò può comportare uno spostamento del baricentro dell'imbarcazione e aumentare il rischio di tendenza al ribaltamento della stessa. Altri produttori lo hanno invece eliminato.

## Galleria d'immagini

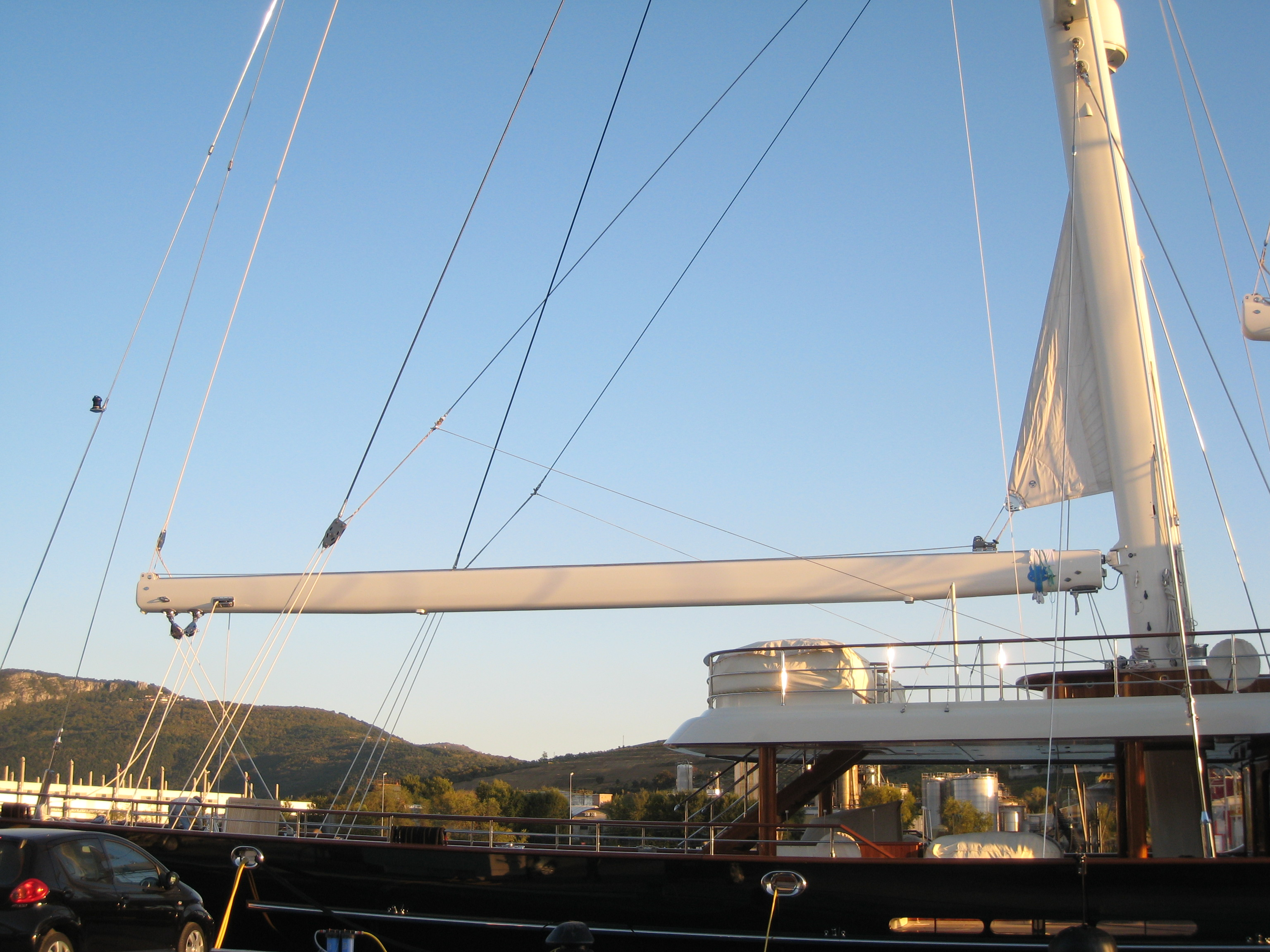
Il boma di un moderno veliero
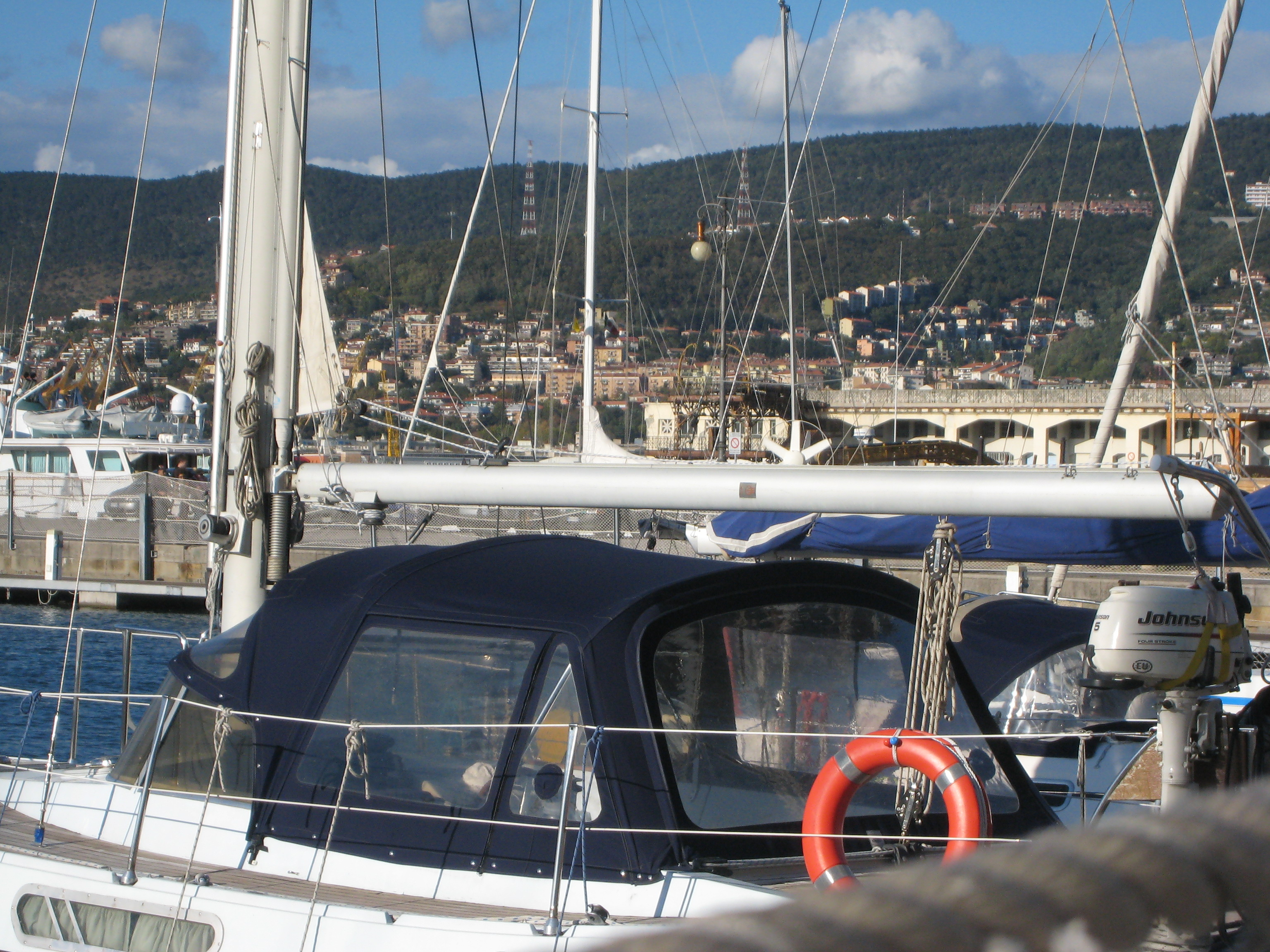
e quello di una piccola barca a vela
Le varie parti inerenti al boma